# Bhadreswar
Bhadreswar è una suddivisione indiana, classificata come municipality, di 105.944 abitanti, situata nel distretto di Hooghly, nello stato del Bengala Occidentale. In base al numero di abitanti la città rientra nella classe I (da 100.000 persone in su).

## Geografia fisica
La città è situata a 22° 49' 28 N e 88° 21' 2 E e ha un'altitudine di 1 m s.l.m..

## Società

### Evoluzione demografica
Al censimento del 2001 la popolazione di Bhadreswar assommava a 105.944 persone, delle quali 57.991 maschi e 47.953 femmine. I bambini di età inferiore o uguale ai sei anni assommavano a 10.992, dei quali 5.624 maschi e 5.368 femmine. Infine, coloro che erano in grado di saper almeno leggere e scrivere erano 78.702, dei quali 46.510 maschi e 32.192 femmine.